# WTA-toernooi van Valencia
Het WTA-toernooi van Valencia is een jaarlijks terugkerend tennistoernooi voor vrouwen dat wordt georganiseerd in de Spaanse stad Valencia. De officiële naam van het toernooi is Open Internacional de Valencia.
De WTA organiseert het toernooi, dat in de categorie "WTA 125" valt en wordt gespeeld op gravel.
De eerste editie van het toernooi ontrolde zich in 2022, en werd gewonnen door de Chinese Zheng Qinwen.

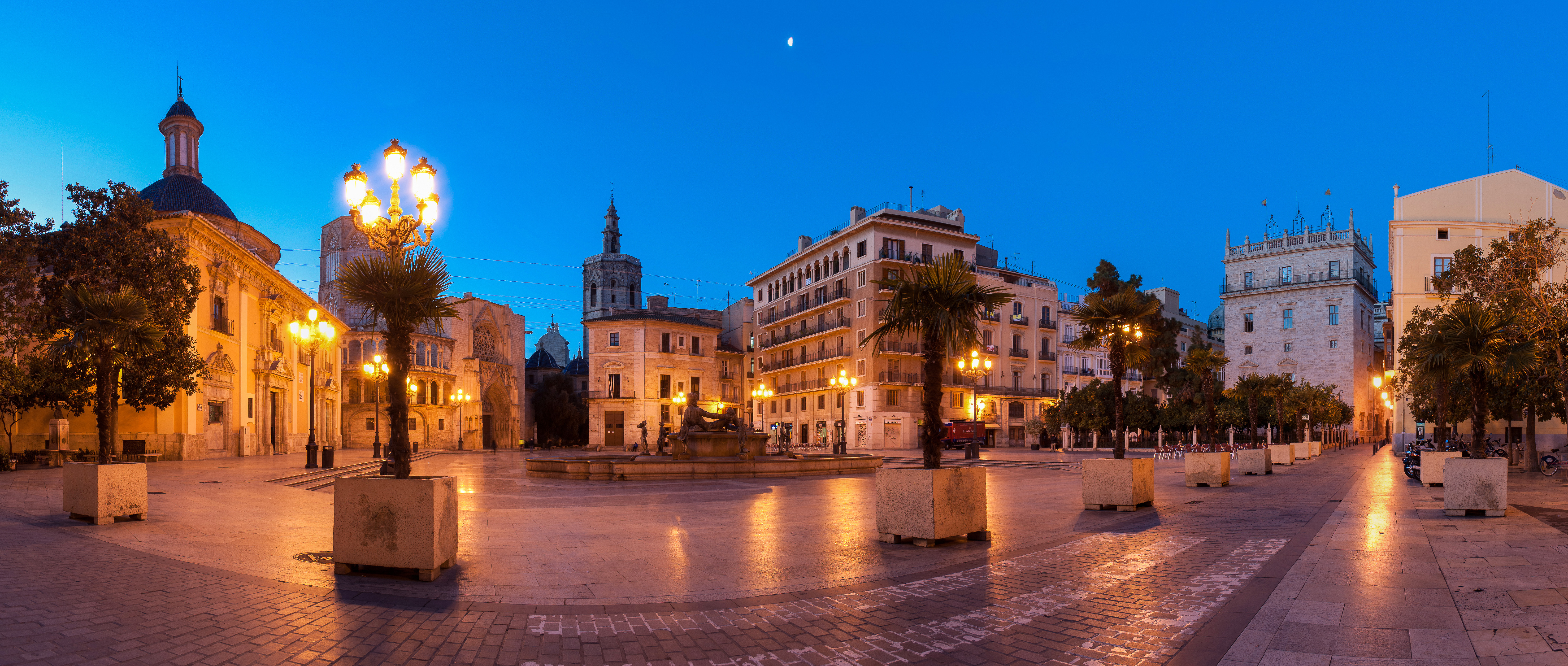
Blik op Valencia

## Finales

### Enkelspel
| Datum      | Naam                           | Cat.    | ($)     | Ondergrond     | Winnares     | Verliezend finaliste  | Uitslag       |         |
| ---------- | ------------------------------ | ------- | ------- | -------------- | ------------ | --------------------- | ------------- | ------- |
| 2022-06-06 | Open Internacional de Valencia | WTA 125 | 115.000 | gravel, buiten | Zheng Qinwen | Wang Xiyu             | 6-4, 4-6, 6-3 | details |
| 2023-06-12 | Open Internacional de Valencia | WTA 125 | 115.000 | gravel, buiten | Mayar Sherif | Marina Bassols Ribera | 6-3, 6-3      | details |
| 2024-06-10 | Open Internacional de Valencia | WTA 125 | 115.000 | gravel, buiten | Ann Li       | Viktoriya Tomova      | 6-3, 6-4      | details |

### Dubbelspel
| Datum      | Naam                           | Cat.    | ($)     | Ondergrond     | Winnaressen                    | Verliezend finalistes                 | Uitslag          |         |
| ---------- | ------------------------------ | ------- | ------- | -------------- | ------------------------------ | ------------------------------------- | ---------------- | ------- |
| 2022-06-06 | Open Internacional de Valencia | WTA 125 | 115.000 | gravel, buiten | Aliona Bolsova Rebeka Masarova | Aleksandra Panova Arantxa Rus         | 6-0, 6-3         | details |
| 2023-06-12 | Open Internacional de Valencia | WTA 125 | 115.000 | gravel, buiten | Aliona Bolsova Andrea Gámiz    | Angelina Gaboejeva Irina Chromatsjova | 6-4, 4-6, [10-7] | details |
| 2024-06-10 | Open Internacional de Valencia | WTA 125 | 115.000 | gravel, buiten | Katarzyna Piter Fanny Stollár  | Angelica Moratelli Renata Zarazúa     | 6-1, 4-6, [10-8] | details |

## Trivia
Van 2016 tot en met 2021 werd hier een ITF-toernooi gehouden.